# Manuel Arzú y Delgado y Nájera
Manuel Arzú y Delgado y Nájera (Imperio Español, 1775 – Guatemala de la Asunción, Estado de Guatemala, República Federal de Centroamérica, 15 de febrero de 1835) fue un político y militar centroamericano, caballero de la Orden de Santiago, capitán de milicias y comandante general del Ejército federal centroamericano.
Siendo Comisionado por el Gobierno Federal Centroamericano asumió el mando de las tropas federales enviadas a la pacificación del Estado de Nicaragua como Comandante General de Armas y actuó como Pacificador, Intendente y Jefe Político Superior desde el 10 de octubre de 1824 hasta el 22 de abril de 1825.

## Reseña biográfica

### Primeros años
Fue hijo de José Antonio de Arzú y Díaz de Arcaya, y María Josefa Delgado de Nájera y Mencos.
Nacido en 1775, algunas fuentes históricas indican que nació en Orizaba, México; mientras que, su hermana Manuela Joaquina sostuvo que su nacimiento ocurrió en Teutitlán de Atempa. 

### Educación
Entre 1790 y 1794 estudió la carrera militar en el Colegio de Nobles de Segovia, España. Ese mismo año, durante la guerra de España con Francia, participó en la retirada de la línea del Campo de Figueras y en la Batalla de Pontón.

### Vida militar
Retornó a Guatemala en 1804. 
En 1806, la Audiencia lo comisionó para que reconociera las bodegas de Sonsonate, El Salvador, y las fortificara. 
Entre 1807 y 1809 fungió como Comandante de armas de Comayagua, Honduras.

### Matrimonio
El 19 de enero de 1816 contrae matrimonio con María Teresa González de Batres, con la que procreó siete hijos.
En 1824 fundó un colegio militar en el que impartía clases de matemáticas y ciencias militares.

## Trayectoria política

### Pacificador en Nicaragua
Por orden del Gobierno Federal, ese mismo año viajó como pacificador al Estado de Nicaragua que estaba sumido en el caos debido a las cruentas luchas fratricidas alentadas por las diferencias políticas entre los liberales  (calandracas) de León acaudillados por Cleto Ordóñez y los conservadores (timbucos) de Granada, Managua y El Viejo liderados por Crisanto Sacasa Parodi.
Existían Juntas Gubernativas simultáneas en León, Granada, Managua y El Viejo.
- Junta Gubernativa de León, llamada Junta de Gobierno Provisional  (17 de abril de 1823 - 4 de enero de 1825), compuesta por José del Carmen Salazar Lacayo, Pedro Solís Terán (primer vocal), Francisco Quiñónez, Domingo Nicolás Galarza y Briceño de Coca, Basilio Carrillo, José Valentín Fernández Gallegos y Juan Modesto Hernández (algunas fuentes citan los dos últimos como suplentes).

- En Granada, la situación era más compleja porque, entre el 20 de abril de 1823 y enero de 1825 coexistieron dos Juntas contradictorias entre sí:
  - La primera Junta de Gobierno estaba formada por José Antonio Velázquez, Bernabé Montiel, Venancio Fernández y Nicolás De la Rocha Zapata.
  - La segunda, llamada Junta de Gobierno Revolucionaria  (2 de julio de 1823 - enero de 1825) estaba presidida por el Coronel José Anacleto Ordóñez y compuesta además por Raimundo Tiffer, Ignacio Marenco, Solano Castrillo, Manuel Sandoval y Nicolás De la Rocha Zapata (quien abandono la primera).

- Junta Gubernativa de Managua (julio de 1824 - 22 de enero de 1825) con el  presbítero Policarpo Irigoyen actuando como Presidente y el coronel Crisanto Sacasa Parodi como Comandante de Armas. Irigoyen era tío del coronel José Anacleto Ordóñez por ser hermano de su padre biológico.

- Junta Gubernativa de El Viejo (9 de agosto de 1824 - 27 de diciembre de 1824) era presidida por Juan Bautista Salazar y Juan José Salas, militar peruano nombrado Comandante de Armas para el sitio de León junto a las tropas de Sacasa Parodi.[2]

### Intendente de León
Siendo comandante general de Armas, Arzú ocupó el cargo de Intendente de León (10 de octubre de 1824 - 22 de abril de 1825) a la vez que también fue presidente de la Junta de Gobierno General (12 de noviembre - 26 de diciembre de 1824), misma que Él propuso se estableciera compuesta de dos vocales por cada una de las existentes, las juntas de León y de Granada atendieron el llamado, pero la junta de El Viejo se negó a disolverse. 
Con fecha del 15 de noviembre de 1824, Arzú hizo publicar un bando en el cual se ordenaba que no se prestara obediencia a la junta de diputados que se había reunido en El Viejo, junta a la cual el mismo pacificador había calificado de revolucionaria.

### Jefe Político Superior
El 4 de enero de 1825 en León reconocen su autoridad como Intendente y Jefe Político Superior. 
A pesar de esto, la guerra civil no se detuvo, entonces la Asamblea Constituyente de la Federación envió a Nicaragua, al frente de 500 soldados, al General Manuel José de Arce, quien ocupó militarmente la ciudad de Managua y logró, con la cooperación del Coronel Arzú, la pacificación de todo el estado.

## Ministro y comandante general
Retorna a Guatemala donde fue nombrado secretario de Guerra y comandante general del Ejército Federal. El 23 de diciembre de 1827 fue ascendido a brigadier. 
En marzo de 1828 comandó las fuerzas militares que atacaron San Salvador, con el fin de controlar la insubordinación encabezada por Arce y José Matías Delgado. 
El primero de ese mes venció, en Chalchuapa, El Salvador, a las tropas salvadoreñas, integradas por alrededor de 3.000 soldados y dirigidas por el Coronel Rafael Merino. 
Luego continuó hacia San Salvador, donde sitió a los alzados y propuso negociaciones de paz a la Asamblea salvadoreña. Ante la falta de respuesta, el 12 de marzo intentó un asalto, pero fracasó, por lo tanto, continuó el sitio durante siete meses, y estableció el Cuartel General en Mejicanos. 
En julio, al enterarse de la derrota que Francisco Morazán infligió a la columna que estaba a cargo del coronel Vicente Domínguez, abandonó Mejicanos para tratar de contener a Morazán, al no lograr este objetivo continuó hacia Guatemala. Esta acción permitió que los sitiados de San Salvador derrotaran a los atacantes.